# 劉敏宏
劉敏宏（1968年1月1日—）是台灣綜藝節目伴奏樂師，著名钢琴家，在綜藝節目中時常被主持人尊稱阿咪老師。由於他喜歡貓，大家叫他「阿咪」。考上知名國立大學電子系的他因家中貧困而無法繼續就讀，最後從事了他最愛的鍵盤手；並且成立一個樂團「阿咪大樂團」，裡面有鼓手、貝斯手、吉他手……等，成為1990年代後綜藝節目伴奏樂師。。阿咪的徒弟Allison也是綜藝節目伴奏樂師，暱稱小小咪。

## 參與的節目
台灣電視公司
- 《超級星期天》（1995年，開始擔任節目的幕後伴奏）
- 《綜藝旗艦 Hello Jacky!》
- 《齊天大勝》
- 《綜藝大勝戰》
- 《百萬大歌星》
- 《百萬小學堂》
- 《健康好簡單》

中國電視公司
- 《我猜我猜我猜猜猜》
- 《你猜你猜你猜猜猜》
- 《電視大國民》
- 《超級星光大道》
- 《綜藝大本營》
- 《達人總動員》
- 《愛上九點半》
- 《周五八點黨》
- 《華人星光大道》
- 《陶子藝言堂》
- 《周日八點黨》
- 《周日大精采》
- 《舞林大道》
- 《超級模王大道》
- 《超級歌喉讚》
- 《102年電視金鐘獎頒獎典禮》

中華電視公司
- 《天才GO GO GO》（節目後期）
- 《快樂有go正》
- 《全民快樂有go正》
- 《綜藝大國民》
- 《POWER星期天》

公共電視台
- 《那些年我們的歌》

中天電視
- 《Mr.J頻道》
- 《康熙來了》
- 《大學生了沒》
- 《小燕之夜》
- 《給你哈音樂》
- 《冰冰好料理》
- 《小氣大財神》
- 《黃金B段班》
- 《小明星大跟班》

三立電視
- 《國光幫幫忙》
- 《王牌大賤諜》
- 《綜藝大熱門》

TVBS
- 《全球中文音樂榜上榜》
- 《小燕有約》

緯來電視網
- 《姊妹淘心話》
- 《愛喲我的媽》

年代MUCH台
- 《今晚誰當家》
- 《至尊百家樂》
- 《金曲傳奇 無與倫比同樂會》

江苏卫视
- 《非诚勿扰》